# Балка Водяна (притока Громоклії)
Балка Водяна — балка (річка) в Україні у Кропивницькому й Єланецькому районах Кіровоградської й Миколаївської областей. Права притока річки Громоклії (басейн Південного Бугу).

## Опис
Довжина балки приблизно 18,81 км, найкоротша відстань між витоком і гирлом — 15,94 км, коефіцієнт звивистості річки — 1,18. Формується декількома струмками та загатами. На деяких ділянках балка пересихає.

## Розташування
Бере початок на південно-західній стороні від села Кетрисанівки. Тече переважно на південний схід через села Ударне, Юр'ївку і на північній околиці села Ольгопіль впадає в річку Громоклію, праву притоку річки Інгулу.

## Цікаві факти
- У пригирловій частині балку перетинає автошлях Н14[3] (автомобільний шлях національного значення України. Проходить територією Кіровоградської та Миколаївської областей.).
- У XX столітті на балці існували молочно-тваринні ферми (МТФ), газгольдери та газові свердловини[2], а у XIX столітті — декілька скотних дворів[1].